# Uniwersytet Bukietowa w Karagandzie
Uniwersytet Bukietowa w Karagandzie (kaz. Е.А. Бөкетов атындағы Қарағанды университеті, ros. Карагандинский государственный университет имени Е. А. Букетова) – kazachska publiczna uczelnia wyższa.
Początki uczelni sięgają roku 1938, w którym w Karagandzie założono Instytut Nauczycielski. W 1952 roku został on przemianowany na Instytut Pedagogiczny. W 1972 roku  uzyskał status uniwersytetu i został nazwany Karagandzkim Uniwersytetem Państwowym. W 1992 roku nadano mu imię Jewneja Bukietowa (rektora uczelni w latach 1972-1980)

## Struktura organizacyjna
W ramach uczelni działają następujące jednostki naukowo-dydaktyczne
- Wydział Biologii i Geografii
- Wydział i Historii
- Wydział Języków Obcych
- Wydział Matematyki i Technologii Informatycznych
- Wydział Pedagogiczny
- Wydział Fizyki i Technologii
- Wydział Kultury Fizycznej i Sportu
- Wydział Filologii
- Wydział Filozofii i Psychologii
- Wydział Chemii
- Wydział Prawa
- Wydział Prawa
- Wydział Edukacji Dodatkowej
- Wydział Wojskowy